# Přírodní park Halštrov
Přírodní park Halštrov je chráněné území - přírodní park v Karlovarském kraji v okrese Cheb.
Byl vyhlášen v roce 1984 okresním národním výborem v Chebu.

## Popis území
Přírodní park zaujímá oblast v Ašském výběžku při hranici s Německem od Doubravy na severu, přes okraj Aše a Libé až k Vojtanovu na jihu, kde má krátkou společnou hranici s Přírodním parkem Kamenné vrchy. Nachází se v geomorfologickém celku Smrčiny, podcelcích Hazlovská pahorkatina na jihu a Ašská vrchovina na severu. Nejvyšší nadmořskou výškou v parku je vrchol Háje (757 m n. m.).
Geologické podloží parku tvoří v severní části převážně fylity, v jižní části žuly.
Mezi nejvýznamnější vodní toky patří Bílý Halštrov (německy Weise Elster). Pramení v centrální části parku, necelý 1 km severně od Výhledů. Teče severozápadním směrem a po přibližně 11 km opouští u Doubravy území České republiky. V blízkosti Doubravy u Bílého Halštrova se nachází léčivý minerální pramen.  

### Flóra a fauna
Větší část území je pokryta lesem. Převládají smrkové lesy s příměsí modřínů, javorů, dubů a buků, na svazích pastvin pak břízy, v nivách vodních toků místy podmáčené olšiny. 
V Bílém Halštrovu byla dříve hojná perlorodka říční (Margaritifera margaritifera), která však v 1. polovině 20. století zcela vymizela. Ve vodních tocích žije rak říční (Astacus astacus) a kriticky ohrožená mihule potoční (Lampetra planeri). Na území parku trvale hnízdí skorec vodní (Cinclus cinclus) 

## Turismus

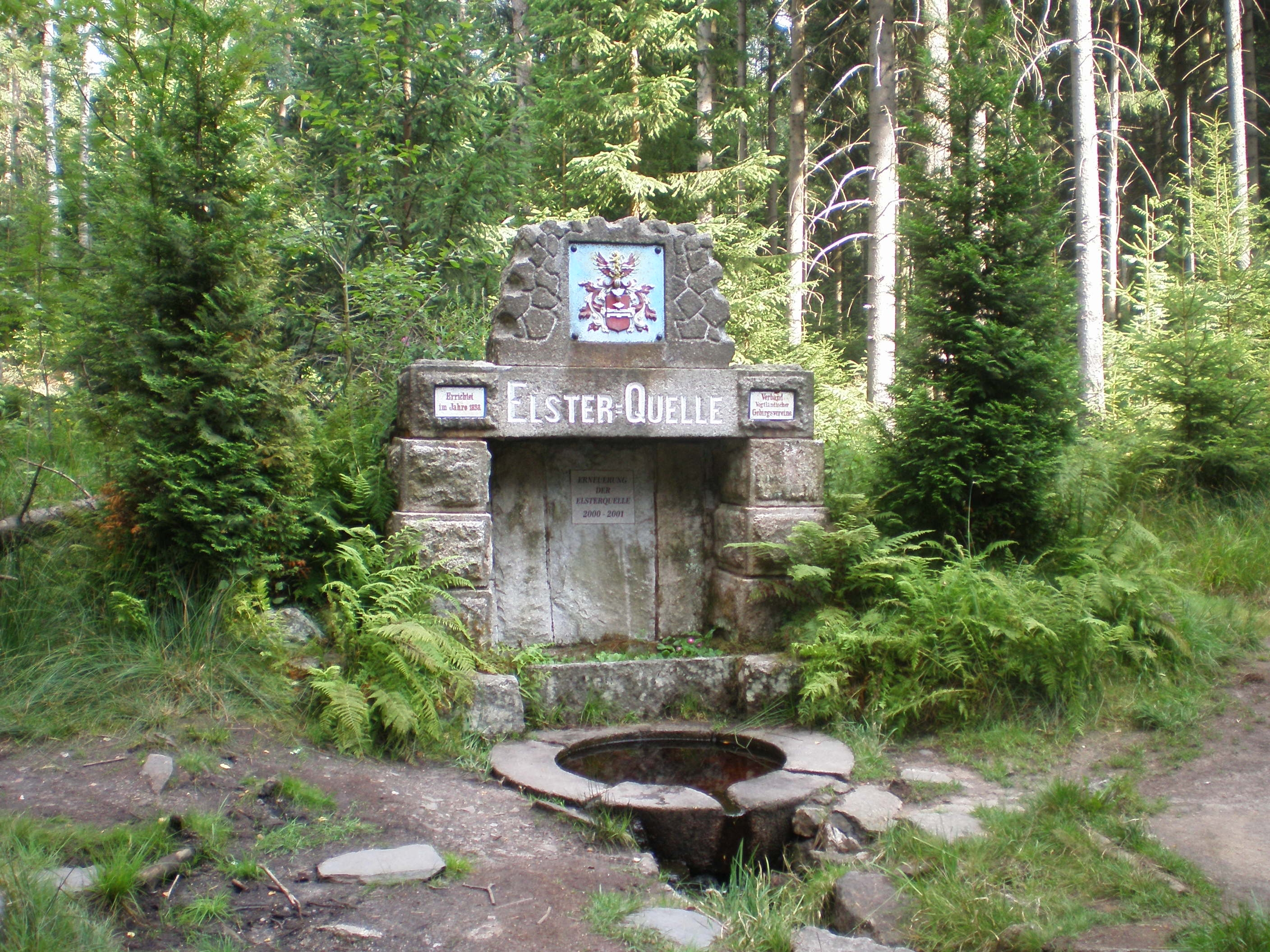
Pramen Bílého Halštrova

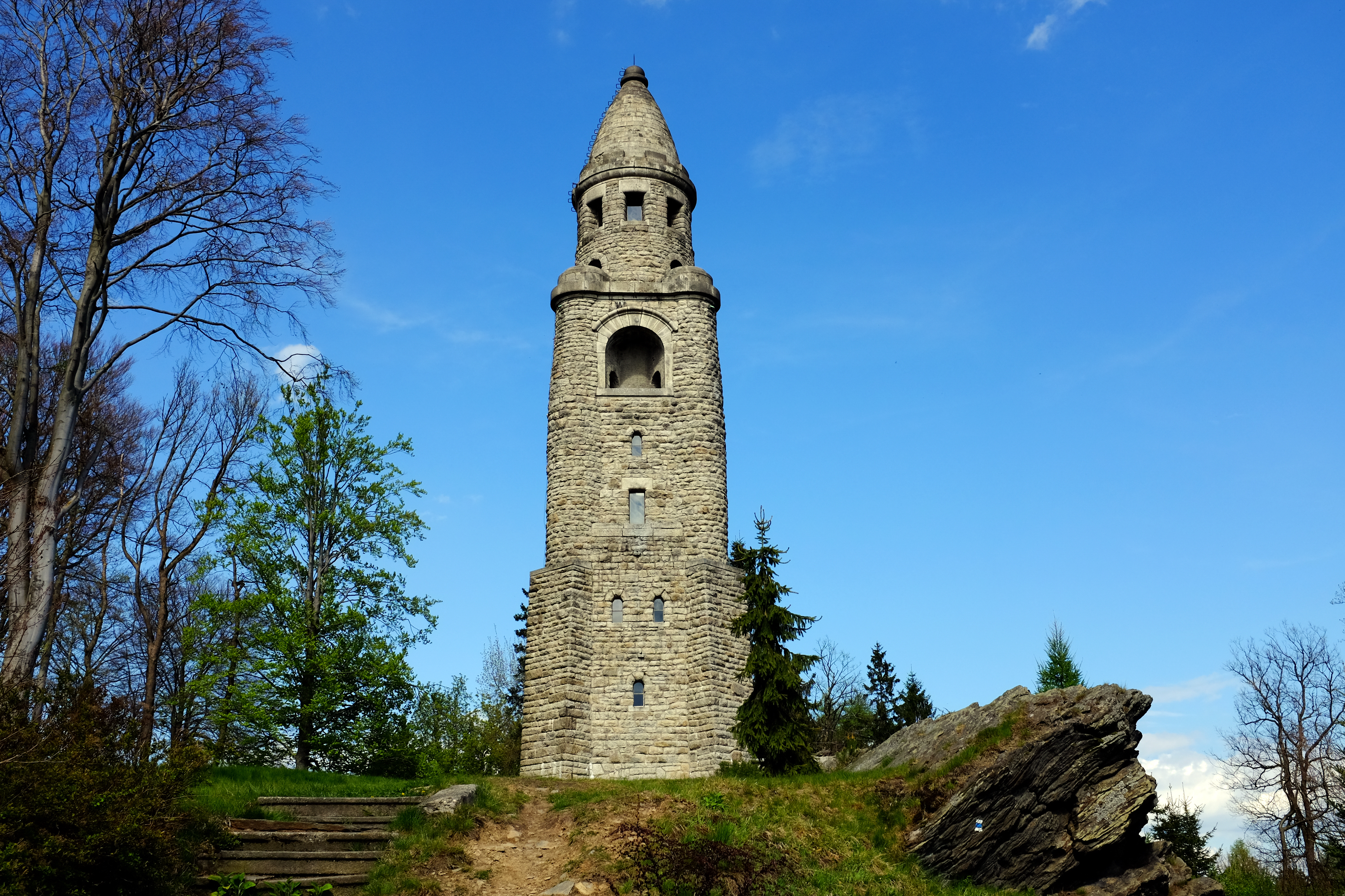
Rozhledna Háj na vrchu Háj

Parkem prochází řada turistických stezek. Nejdelší z nich jsou zeleně značená, která prochází územím parku od jihovýchodu od Hazlova k severozápadu k Podhradí (německy Neuberg, též Neuberg bei Asch) a žlutě značená od zaniklých Horních Pasek u státní hranice ke státní hranici u Doubravy. Nejnavštěvovanějšími turistickými cíli pro české, ale i německé turisty, je město Aš, které však již leží těsně za hranicí území parku, Rozhledna Háj (původně Bismarckova rozhledna) na vrchu Háj (německy Hainberg bei Asch) (757 m n. m.), nejvyšším vrchu české části Smrčin.
Dalšími cíli jsou přírodní památka Goethova skalka s bizarními skalkami, pramen Bílého Halštrova, a možná se jím v budoucnu stane i Doubrava jako lázeňské město, jak je tomu v případě nedalekého lázeňského města Bad Elster (česky někdy také jako Lázně Halštrov) v Německu. 

## Maloplošná chráněná území
Na území přírodního parku se nachází maloplošná chráněná území:
- přírodní památka Goethova skalka
- přírodní památka Vernéřovské doly
- přírodní památka U cihelny